# Elite Women’s Hockey League 2017/18
Die Saison 2017/18 war die 14. Spielzeit der Elite Women’s Hockey League, einer supranationale Fraueneishockeyliga. Zwischen September 2017 und März 2018 nahmen neun Mannschaften aus Österreich, Italien, Ungarn, Slowenien, der Slowakei, Dänemark und Kasachstan teil. Erstmals war eine dänische Mannschaft am Start, der Hvidovre IK. Das kasachische und das dänische Team bestritten ihre Heimspiele in den Spielstätten der anderen beteiligten Klubs. Die Begegnungen zwischen dem Hvidovre IK und Aisulu Almaty wurden in Kopenhagen ausgetragen. Meister der EWHL wurden erneut die EHV Sabres Wien.

## Modus
Gespielt wird im Grunddurchgang eine einfache Hin- und Rückrunde vom September 2017 bis zum Februar 2018. Die besten 4 Mannschaften sind für das Finalturnier qualifiziert. Die Erstplatzierte Mannschaft aus dem Grunddurchgang gegen die Viertplatzierte. Zweit- gegen Drittplatzierte. Die 2 Sieger spielen um den Titel EWHL-Champion. Bronze wird zwischen den beiden Verlieren ausgespielt.
Für einen Sieg erhält eine Mannschaft drei Punkte, bei einem Sieg nach der Sudden Victory Overtime genannten Verlängerung oder nach Penaltyschießen zwei Punkte. Die unterlegene Mannschaft erhält nach der regulären Spielzeit keine Punkte, bei einer Niederlage nach Verlängerung oder Penaltyschießen jedoch einen Punkt.

## Teilnehmende Mannschaften
| Mannschaft          | Land                 | EWHL 2016/17 |
| EV Bozen Eagles     | Italien              | 1            |
| DEC Salzburg Eagles | Osterreich           | 2            |
| HC ŠKP Bratislava   | Slowakei             | 3            |
| KMH Budapest        | Ungarn               | 4            |
| EHV Sabres Wien     | Osterreich           | 5            |
| Aisulu Almaty       | Kasachstan           | 6            |
| Neuberg Highlanders | Osterreich           | 7            |
| Southern Stars      | Osterreich Slowenien | 8            |
| Hvidovre IK         | Danemark             | (neu)        |

## Hauptrunde

### Tabelle
| Platz | Verein                  | Spiele | S  | S2 | N1 | N  | Tore    | Punkte |
| ----- | ----------------------- | ------ | -- | -- | -- | -- | ------- | ------ |
| 1.    | EHV Sabres Wien         | 16     | 12 | 3  | 0  | 1  | 101: 35 | 42     |
| 2.    | KMH Budapest            | 16     | 13 | 1  | 0  | 2  | 086: 22 | 41     |
| 3.    | EV Bozen Eagles         | 16     | 11 | 0  | 3  | 2  | 057: 40 | 36     |
| 4.    | DEC Salzburg Eagles     | 16     | 6  | 4  | 1  | 5  | 058: 32 | 27     |
| 5.    | Aisulu Almaty           | 16     | 7  | 1  | 1  | 7  | 037: 41 | 24     |
| 6.    | HC ŠKP Bratislava       | 16     | 6  | 0  | 2  | 8  | 042: 42 | 20     |
| 7.    | Hvidovre IK             | 16     | 6  | 0  | 1  | 9  | 047: 55 | 19     |
| 8.    | KSV Neuberg Highlanders | 16     | 1  | 0  | 2  | 13 | 021: 83 | 5      |
| 9.    | Southern Stars          | 16     | 0  | 1  | 0  | 15 | 018:117 | 2      |

## Finalturnier

### Halbfinale
| 3. März 2018 16:45 Uhr | EHV Sabres Wien | 8:1 (1:0, 3:0, 4:1) Spielbericht | DEC Salzburg Eagles | Tüskecsarnok, Budapest Zuschauer: 41 |

| 3. März 2018 20:00 Uhr | KMH Budapest | 3:4 (0:1, 2:1, 1:2) Spielbericht | EV Bozen Eagles | Tüskecsarnok, Budapest Zuschauer: 124 |

### Spiel um Platz 3
| 4. März 2018 12:30 Uhr | KMH Budapest A. Huszák (9:25) R. Dabasi (15:31) | 2:1 (2:0, 0:1, 0:0) Spielbericht | DEC Salzburg Eagles N. Brunner (21:20) | Tüskecsarnok, Budapest Zuschauer: 72 |

### Finale
| 4. März 2018 15:45 Uhr | EHV Sabres Wien L. Bowman (3:54) L. Bowman (14:58) T. Schafzahl (20:07) T. Schafzahl (52:25) A. Trummer (56:51) | 5:0 (2:0, 1:0, 2:0) Spielbericht | EV Bozen Eagles | Tüskecsarnok, Budapest Zuschauer: 35 |

## Auszeichnungen
All-Star-Team (gewählt von den Liga-Klubs)
| Angriff:      | Alexandra Huszák (KMH Budapest) – Chelsea Furlani (EVB Eagles) – Theresa Schafzahl (EHV Sabres) |
| Verteidigung: | Enikö Toth (KMH Budapest) – Annika Fazokas (DEC Salzburg Eagles)                                |
| Tor:          | Allison Carter (DEC Salzburg Eagles)                                                            |